# Martina Loss
Martina Loss (Trieste, 24 febbraio 1975) è una politica italiana.

## Biografia
Nata a Trieste da genitori trentini, cresce da subito tra il luogo di nascita ed il Trentino, nei luoghi d'origine del nonno Giulio Fietta, a Pieve Tesino,  appassionandosi al territorio montano e alla vita rurale.
Figlia d'arte (il padre Paolo Loss è cantante lirico nonché studioso di musica rinascimentale e canto gregoriano) inizia lo studio della danza classica all'età di 4 anni e del violino all'età di 10 anni; dall'anno seguente frequenta le scuole medie del Conservatorio Giuseppe Tartini di Trieste, iniziando lo studio del pianoforte e proseguendo con lo studio del violino. In seguito si dedicherà anche allo studio del canto e della direzione corale.
Frequenta poi il Liceo scientifico Galileo Galilei a Trieste, scegliendo una sezione sperimentale di biologia. La passione per il territorio e le materie delle scienze naturali, soprattutto relative al mondo della montagna, la richiamano verso il mondo universitario, portandola ad iscriversi al Corso di Laurea in Scienze Forestali ed ambientali all'Università degli Studi di Padova, dove si laurea con 110 e lode, con una tesi sperimentale realizzata presso il Parco naturale Paneveggio - Pale di San Martino, relatore il professore trentino Michele Scotton.
Durante gli studi universitari si trasferisce definitivamente in Trentino a Pieve Tesino; dopo aver superato l'esame di stato presso l'Università di Padova, si iscrive all'albo dei dottori agronomi e forestali della provincia di Trento, iniziando la libera professione.
Nella XIV (2008-2013) e XV (2013-2018) legislatura lavora anche per il gruppo consiliare della Lega Nord del consiglio della provincia autonoma di Trento come funzionario amministrativo, avendo così l'occasione di approfondire la conoscenza del mondo istituzionale ed appassionarsi al mondo della politica.

## Attività politica
Si avvicina al mondo della politica nel 2008, approfondendo i temi del territorio e dell'autonomia cari al Trentino ed avvicinandosi così alla linea politica della Lega Nord; nel 2009 candida per la prima volta a consigliere comunale di Trento, senza risultare eletta. Viene nominata comunque componente esterno nelle commissioni Ambiente e Territorio della Circoscrizione Centro storico - Piedicastello del Comune di Trento, in quota Lega.
Nelle successive elezioni del 2013, candida nuovamente sia come consigliere comunale che come consigliere di circoscrizione e risulta eletta consigliere della Circoscrizione Centro storico - Piedicastello e la prima dei non eletti per il consiglio comunale di Trento. Nel corso della legislatura assume anche il ruolo di rappresentante delle minoranze in Ufficio di Presidenza nonché Presidente della Commissione Sport, politiche giovanili ed informazione.
Nel 2018 diventa consigliere comunale a Trento, subentrando in quanto prima dei non eletti a Devid Moranduzzo, eletto al consiglio provinciale.
In seguito alle dimissioni di Giulia Zanotelli per incompatibilità, il 26 maggio 2019 vengono indette le elezioni suppletive per il collegio uninominale di Trento alla Camera dei deputati. La figura di Martina Loss viene sostenuta dalla Lega, assieme a Forza Italia e Fratelli d'Italia che la portano a vincere con il 46,06% contro Giulia Merlo dell'Alleanza Democratica Autonomista, una coalizione di centro-sinistra (41,14%), e Lorenzo Leoni del Movimento 5 Stelle (12,80%).
Alla Camera aderisce al Gruppo parlamentare Lega - Salvini Premier e diviene componente della XIII Commissione permanente (Agricoltura).
Alle elezioni politiche del 2022 viene candidata al Senato nel collegio uninominale Trentino-Alto Adige - 01 (Trento) per il centro-destra, ma ottiene il 36,58% ed è sconfitta dal candidato di centrosinistra e Azione - Italia Viva Pietro Patton (41,10%), non è dunque rieletta.

## Iniziative e incarichi come deputato

### Iniziative in Agricoltura
A poche settimane dalla sua elezione viene indicata quale relatore per la proposta di legge "Disposizioni per la disciplina, la promozione e la valorizzazione delle attività del settore florovivaistico" (A.C. 1824) a prima firma del collega piemontese della Lega Marzio Liuni. Dopo la caduta del Governo Conte I diviene il relatore di minoranza e le viene affiancata la collega Maria Chiara Gadda come relatore di maggioranza; il testo, dopo un lungo percorso di audizioni ed emendamento in commissione ed in aula, viene approvato dalla Camera il 4 novembre 2020. Il testo, trasmesso al Senato per la seconda lettura, non ha completato l'iter per la trasformazione in legge.
Da subito segue da vicino l'iter della proposta di legge C. 982 "Disposizioni di semplificazione per il settore agricolo", dove proporrà e farà approvare in commissione diversi emendamenti di importanza rilevante per il Trentino; in seguito alla caduta del governo Conte I il testo subisce una battuta di arresto e in conseguenza della pandemia alcuni dei contenuti ritenuti più urgenti saranno utilizzati nei decreti d'emergenza, facendo tramontare il destino delle molte alte proposte li contenute.
Nel corso del 2019 segue il percorso in commissione della proposta di legge C.1682 "Disposizioni per la valorizzazione della produzione enologica e gastronomica italiana", contribuendo ad integrare il testo con molte proposte per la valorizzazione dei prodotti agricoli territoriali e delle realtà italiane già esistenti per la loro promozione, come l'Associazione Città del Vino e l'Associazione Città dell'Olio. Il testo, tuttavia, non arriva in aula.
Dal 2020 inizia una battaglia a sostegno del ruolo dei liberi professionisti all'interno dei Centri Autorizzati di Assistenza Agricola (CAA). L'Agenzia per le Erogazioni in Agricoltura (AGEA) è l'organismo pagatore che gestisce direttamente a livello nazionale la maggior parte dei fondi destinati all'agricoltura, ed ha funzione di coordinamento anche per le regioni in cui sono presenti organismi pagatori regionali. I CAA, che per poter operare devono necessariamente sottoscrivere una convenzione con AGEA, che fissa condizioni di lavoro e requisiti, si sono visti proporre una convenzione che di fatto estromette i liberi professionisti e le loro associazioni dai ruoli operativi, pur essendo l'unica categoria a garantire competenza e formazione continua. Presenta ripetute interrogazioni in commissione Agricoltura, coordinandosi con l'ordine ed i collegi interessati, stimolando una azione collettiva che si conclude nel 2022 con una sentenza avversa del Consiglio di Stato, che ribalta la precedente sentenza favorevole del TAR Lazio.
Nel 2021 segue l'iter del testo unificato T.U. C.1825, C.1968 e C.2905 "Disposizioni in materia di agricoltura contadina" dove troveranno posto diversi suoi emendamenti nonché dei colleghi del gruppo Lega a favore del mondo rurale delle piccole e piccolissime aziende, anche di montagna; in particolare in quel contesto affronta l'importante tema della gestione dei terreni abbandonati agricoli e forestali.
Sempre nel 2021 segue con la collega Aurelia Bubisutti (che poi depositerà un testo proprio) la proposta di legge unificata dei testi C.2049, C.2930 e C.2992 "Disposizioni per la promozione dell'imprenditoria e del lavoro femminile nel settore agricolo, della pesca e dell'acquacoltura".
Nel giugno 2021 è relatore in commissione sia sul testo C.2751 Governo "Disposizioni in materia di titoli universitari abilitanti" sia sul T.U. C.544 e Abb. "Sistema di istruzione e formazione tecnica superiore" sostenendo con forza l'importanza del ruolo delle libere professioni in agricoltura, come supporto tecnico e garanzia di qualità al mondo della produzione primaria, agricola e forestale.
Nel corso della legislatura conduce una costante battaglia a favore del mondo degli apicoltori, sostenendo la necessità di ridurre l'aliquota Iva sui servizi di impollinazione, vera attività agricola, nonché l'urgenza di difendere la produzione nazionale dalla presenza sui mercati di miele contraffatto, riuscendo a far approvare alcuni ordini del giorno in aula ed emendamenti in commissione. La caduta del governo Draghi interrompe la preparazione di una sua proposta di legge ad hoc su questa materia.

### Altre iniziative come deputato
Come parlamentare trentino in rappresentanza del Collegio di Trento e quindi della città capoluogo ha fatto propria la battaglia per il rientro in Italia di Chico Forti, depositando diverse interrogazioni ai ministri degli Esteri prima e della Giustizia poi, sollecitandone le risposte anche con interventi in aula per sostenere la necessità di raggiungere un accordo per il trasferimento di Chico in patria.

## Altri incarichi istituzionali
Nel 2010 viene nominata dall'Ordine dei Dottori Agronomi e Dottori Forestali della Provincia di Trento come rappresentante nel Tavolo dei giovani professionisti under 39 della provincia di Trento (Gi.Pro.), una rappresentanza che riunisce le istanze di circa cinquemila giovani professionisti diffusi sul territorio provinciale, suddividersi informalmente in 3 aree d’azione: Area tecnica, Area giuridico- economica e Area Socio-sanitaria. Nel 2011è parte del team che elabora e dà il via al Festival delle Professioni che ad oggi è ancora l’unica iniziativa del genere in tutt’Italia, capace di radunare professionisti dei vari ambiti, giovani e non, e di coordinarli nel dialogare su temi di importanza professionale, e che nel 2021 ha raggiunto la sua decima edizione.
Dal 2014 al 2019 è stata componente della Cabina di regia delle aree protette e dei ghiacciai della Provincia autonoma di Trento, organo tecnico di significativa importanza previsto dalla Legge provinciale 11/2007, nominato dalla Giunta provinciale per la prima volta nel 2009, il cui funzionamento è regolamentato dal capo IV del D.P.P.  n. 50-157 del 2008. Attraverso la Cabina di regia la Provincia coordina, promuove e indirizza le azioni di conservazione della natura e di sviluppo delle aree protette provinciali, ivi compresi i ghiacciai e le aree periglaciali, anche proponendo nuove aree protette, e assicura l'informazione e la partecipazione alla definizione delle strategie e degli indirizzi di settore. Nel corso della legislatura fa parte del gruppo ristretto che lavora alla stesura del testo normativo che trasferisce alla Provincia Autonoma di Trento le funzioni amministrative, per il territorio di rispettiva competenza del Parco Nazionale dello Stelvio. Nel lavoro Loss insiste per la creazione di uno strumento amministrativo che consenta il profondo collegamento con il territorio, ampliando il numero di rappresentanti dei Comuni facenti parte del Parco, nonché dei diversi enti di uso civico proprietari di terreni nel Parco. Il testo diventa il nuovo Capo III bis nel Titolo V della Legge provinciale 23 maggio 2007, n. 11.   Nell'ambito della Cabina di regia delle aree protette e dei ghiacciai, dal 2018 è anche parte del nuovo gruppo di lavoro che ha affrontato il tema degli orientamenti da assumere, ai diversi livelli istituzionali, rispetto agli eventi che si svolgono nelle aree naturali, facendosi promotrice della nascita di una "Carta etica della montagna trentina". Dal gruppo di lavoro è scaturito un documento, i cui risultati, uniti alle riflessioni elaborate da analogo gruppo di lavoro in seno alla Fondazione Dolomiti UNESCO, hanno portato alla Delibera della Giunta provinciale n. 2115/2019 "Linee guida per gli eventi in montagna".
Dal 2016 al 2018 ha fatto parte della Consulta per la Riforma dello Statuto di Autonomia della Provincia di Trento in rappresentanza degli organismi di volontariato del settore ambiente. L'organismo è stato istituito con legge provinciale 2 febbraio 2016, n. 1 ed i suoi lavori sono iniziati a settembre 2016 con l'obiettivo di elaborare un Documento preliminare su cui aprire una fase di partecipazione per raccogliere contributi, proposte, commenti, valutazioni da parte di cittadini, enti pubblici, associazioni e organizzazioni interessati a dare suggerimenti su come cambiare lo Statuto per coltivare l'autonomia del Trentino-Alto Adige/Südtirol. Lo Statuto è la legge fondamentale su cui si fonda l'autonomia della Regione Trentino-Alto Adige/Südtirol e delle Province autonome di Trento e di Bolzano. Dopo 25 sedute di confronto e riflessione, una fase di partecipazione della durata di 6 mesi, con 17 incontri territoriali e molte iniziative di presentazione e dibattito con la cittadinanza, Il 26 marzo 2018 la Consulta per la riforma dello Statuto speciale per il Trentino-Alto Adige/Südtirol ha approvato all’unanimità il Documento conclusivo con proposte per la riforma dello Statuto di autonomia terminando il proprio lavoro